# Триполи (аэропорт)
Международный аэропорт Триполи (араб. مطار طرابلس العالمي‎; ИАТА: TIP, ИКАО: HLLT) — бывший международный аэропорт, построенный для обслуживания Триполи, столицы Ливии. Аэропорт расположен в районе Каср-бин-Гашир, в 24 км от центра Триполи. Раньше он был хабом для Libyan Airlines, Afriqiyah Airways и Buraq Air.
Аэропорт периодически закрывается с 2011 года, а с начала 2018 года рейсы в Триполи и обратно выполняются через международный аэропорт Митига.
В ходе гражданской войны в Ливии 2014 года аэропорт был сильно повреждён. Аэропорт вновь открылся для ограниченного коммерческого использования в июле 2017 года. Однако в апреле 2019 года сообщалось, что Митига стал последним действующим аэропортом в Триполи во время кампании 2019—2020 годов в Западной Ливии. Вскоре было признано, что правящее Правительство национального согласия (ПНС) бомбило аэропорт, чтобы отбить его у Ливийской национальной армии (ЛНА). Митига вскоре был закрыт после бомбардировки ЛНА, в результате чего аэропорт Мисрата, расположенный примерно в 200 км к востоку от Триполи, стал ближайшим аэропортом для его жителей.

## История
Изначально аэропорт назывался Триполи-Кастель-Бенито и был аэродромом Regia Aeronautica (ВВС Италии), построенным в 1934 году на южной окраине итальянского Триполи.
В 1938 году губернатор итальянской Ливии Итало Бальбо увеличил военный аэродром, чтобы создать международный аэропорт для гражданских лиц, обслуживаемый Ala Littoria. Первые международные рейсы были в Рим, Тунис и Мальту. В 1939 году рейс из Рима в Эфиопию и Сомали стал одним из первых межконтинентальных рейсов.
Во время Второй мировой войны аэропорт был разрушен, но позже аэродром использовался британскими королевскими военно-воздушными силами и получил название RAF Castel Benito, а в 1952 году перешёл в RAF Idris. В 1950-х и 1960-х годах аэропорт был известен как международный аэропорт Триполи-Идрис. В сентябре 1978 года аэропорт был реконструирован для возможности принимать национальные и международные рейсы. Существующий международный терминал был спроектирован и построен по генеральному плану, разработанному сэром Александром Гиббом и партнёрами.
Аэропорт был закрыт с марта 2011 года по октябрь 2011 года в результате того, что Совет Безопасности ООН установил бесполётную зону над Ливией. Бригада Зинтан захватила аэропорт во время наступления на Триполи 21 августа 2011 года. Официальное открытие аэропорта состоялось 11 октября 2011 года.
14 июля 2014 года в аэропорту произошли ожесточённые бои, когда ополченцы из города Мисрата попытались взять его под свой контроль. После столкновений аэропорт закрыли для полётов. 23 августа 2014 г., после 40 дней столкновений, силы Зинтана, контролировавшие аэропорт, ушли. The Los Angeles Times сообщила, что в ходе боевых действий было уничтожено не менее 90 % помещений аэропорта и 20 самолётов.
ВИП-терминал, который все ещё находился под контролем ополченцев Мисраты, был вновь открыт 16 февраля 2017 года. Новый пассажирский терминал планируется построить политическим органом, представляющим ополченцев.
В апреле 2019 года аэропорт был захвачен силами, лояльными Ливийской национальной армии (ЛНА) и её лидеру Халифе Хафтару, и удерживался более года, несмотря на то, что в мае 2019 года контроль над аэропортом ненадолго вернулся к ПНС. Благодаря своему расположению на южной границе столичного региона Триполи, он служил в качестве части более крупной пригородной оплот Бин-Гашир деревни к югу от Триполи, используемой в качестве плацдарма в атаках, чтобы захватить или ослабить захват ПНС в столице. В результате продолжающихся столкновений было признано, что открытая местность подверглась ответным и предварительным бомбардировкам со стороны ПНС со стороны Триполи, что сделало её непригодной для использования в качестве аэропорта.
В конце концов, аэропорт вместе с деревней Каср-бин-Гашир был захвачен ПНА в рамках наступления 2020 года, направленного на то, чтобы отбросить ЛНА от столицы и прекратить её осаду. Его захват означал, что ПНС вернуло контроль над всей территорией, Триполи и его пригородов.

## Характеристики

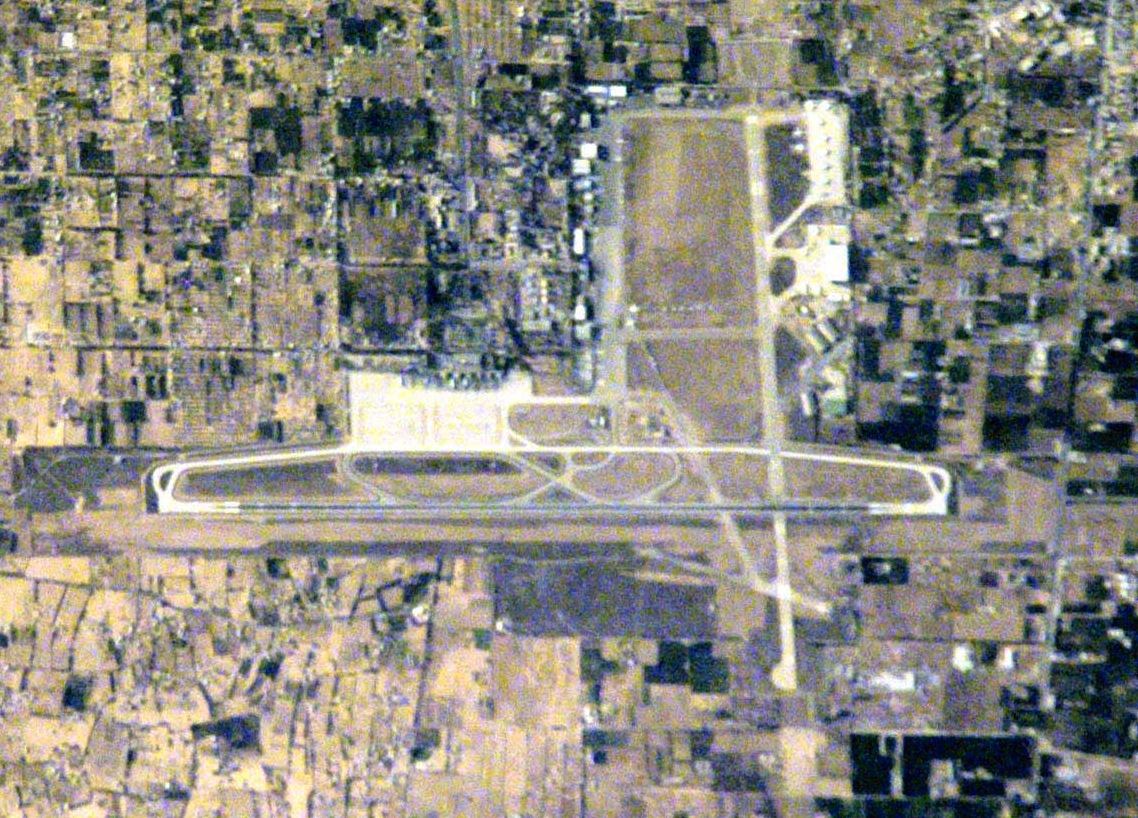
Вид на аэропорт с воздуха

### Терминалы
В аэропорту был один главный пассажирский терминал, который обслуживал вылет и прилёт международных и внутренних рейсов. Зал аэровокзала представлял собой пятиэтажное здание площадью 33 000 м2, способное обслуживать три миллиона пассажиров ежегодно. Все помещения для регистрации были расположены на первом этаже. Выходы на посадку были расположены этажом выше, как и зона беспошлинной торговли. Рядом с ним была молитвенная комната и зал ожидания первого класса, который обслуживал бизнес-класс почти на всех авиалиниях, выполняющих рейсы из аэропорта. На картах Google видно, что весь пассажирский терминал полностью снесён, однако авиалайнеры все ещё можно увидеть рядом с местами бывших телетрапов.
Аэропорт работал 24 часа в сутки. В аэропорту не было ночлега, но планировалось построить в аэропорту гостиницу для обслуживания транзитных пассажиров. На четвёртом этаже международного терминала находился ресторан. На территории аэропорта находился головной офис Управления гражданской авиации Ливии.
Погрузочно-разгрузочное оборудование аэропорта включает краны, тяжёлые вилочные погрузчики, роликовые подъёмники для поддонов и конвейерные ленты. В аэропорту круглосуточно действовала противопожарная охрана, в пожарной части работало 112 обученных сотрудников.

### Планы расширения

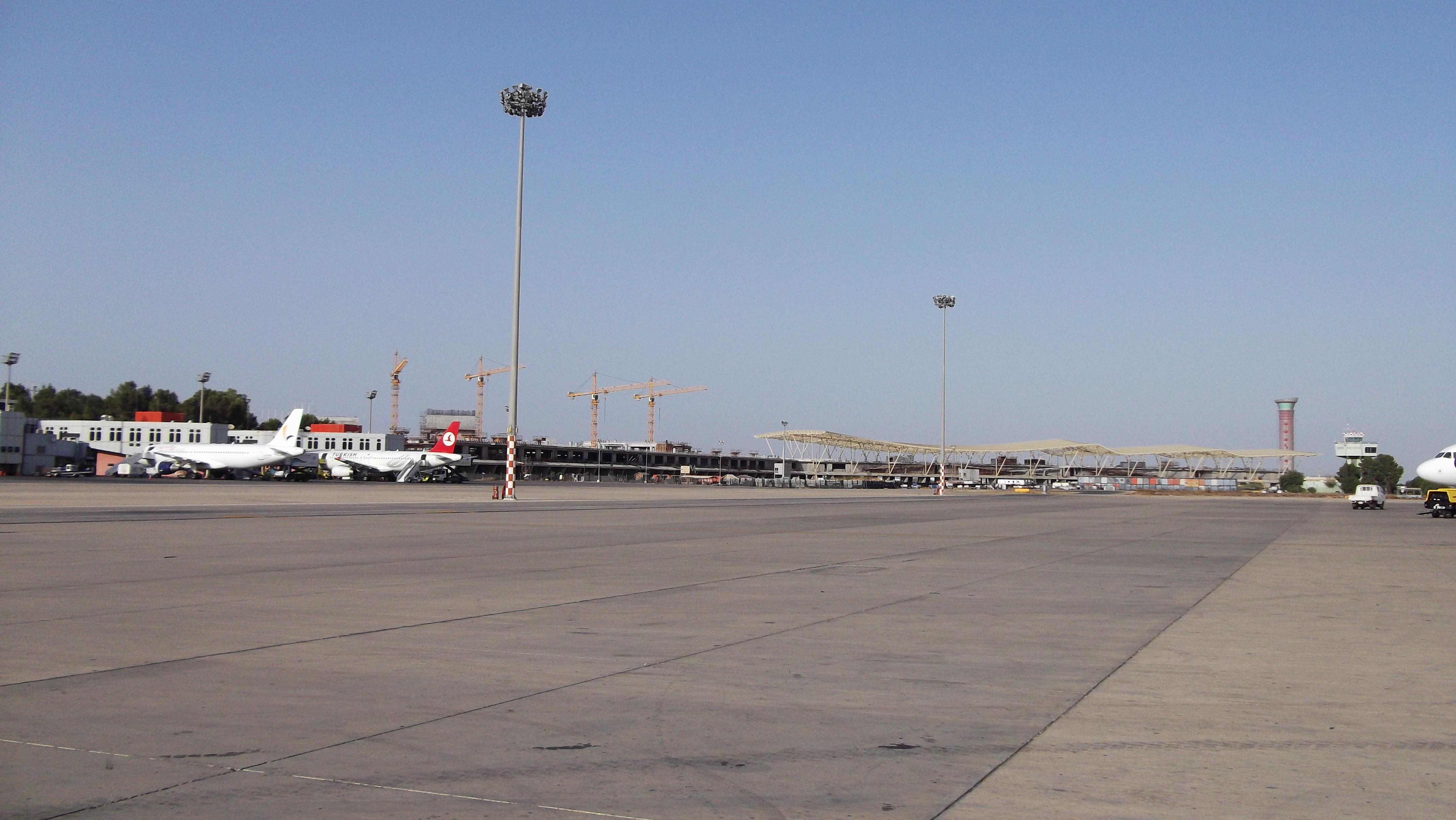
Вид на перрон с остановленным строительством запланированных новых терминалов, 2012 год

В сентябре 2007 года правительство Ливии объявило о проекте модернизации и расширения аэропорта. Конечная стоимость проекта, заключённого по контракту с совместным предприятием между бразильской Odebrecht, TAV Construction of Turkey, Consolidated Contractors Company of Greece и Vinci Construction of France, составила 2,54 миллиарда динаров (2,1 миллиарда долларов). Проект включал в себя строительство двух новых терминалов (Восточного и Западного) по обе стороны от существующего международного терминала. Каждый из новых терминалов имел бы размер 162 000 м2, а вместе они вмещали бы 20 миллионов пассажиров и парковку на 4 400 автомобилей. Французская компания Aéroports de Paris спроектировала терминалы, которые должны были обслуживать 100 самолётов одновременно. В октябре 2007 года начались работы по строительству первого нового терминала. С вводом в эксплуатацию первого модуля первоначальная пропускная способность должна была составить 6 миллионов пассажиров.
Также велась подготовка к строительству второго терминала, общая пропускная способность которого в конечном итоге увеличится до 20 миллионов пассажиров; Ожидается, что завершение строительства аэропорта укрепит позиции Ливии как африканского авиационного хаба. Хотя в 2007 году правительство определило аэропорт Триполи как «ускоренный» проект, благодаря чему строительные работы начались до того, как проект был полностью разработан. Стоимость проекта также росла, что привело к повторным переговорам. С тех пор проект был остановлен из-за продолжающейся гражданской войны, которая привела к дальнейшему повреждению аэропорта.
В феврале 2019 года министерство транспорта Ливии сообщило о возобновлении строительных работ в аэропорту. В мае 2021 года министр иностранных дел Италии Луиджи Ди Майо объявил, что итальянские компании через несколько месяцев начнут строительные работы в аэропорту.

## Авиакомпании и направления
По состоянию на июль 2020 года все пассажирские рейсы в Триполи выполняются через международный аэропорт Митига, все регулярные грузовые перевозки в аэропорт также прекращены.